# Elachista excelsicola
Elachista excelsicola is een vlinder uit de familie grasmineermotten (Elachistidae). De wetenschappelijke naam is voor het eerst geldig gepubliceerd in 1948 door Braun.
De soort komt voor in Europa.